# 弘前學院大學前站
弘前學院大學前站（日语：／ Hirosaki Gakuidai mae eki */?）是位於青森縣弘前市大字中野1番13號之1，弘南鐵道的大鰐線車站。車站編號為KW 03。車站名稱取自鄰近的弘前學院大學。
在2020年及2021年弘南鐵道藉增設車站編號之際，把大鰐線和弘南線內大部份帶有學校名稱的車站的中、英文站名作出修正，其中英文站名中、原來以振假名拼音寫出的「大前（Dai Mae）」改為以採用英文字「University」替代、中文名則採用了全稱「大學」標示。

## 概要
此站在舊・弘前電氣鐵道時代設有總部和車廠。

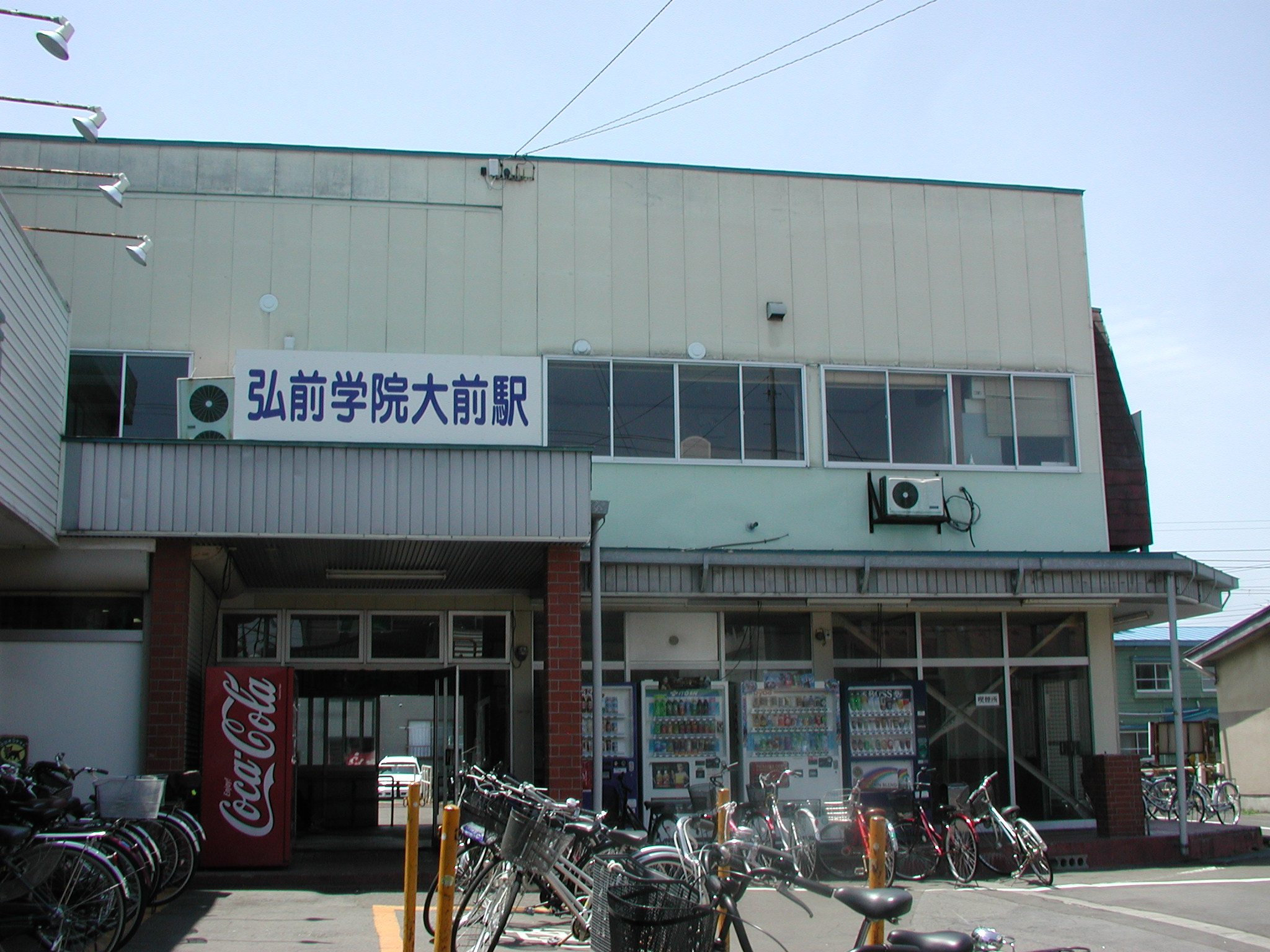
舊站房（2010年6月）

在2008年（平成20年）8月31日前，此站名為西弘前站。在車站改名前1星期才通知當地居民和商店街。由於改名通知比較短，在後日當地居民要求下，弘南鐵道舉行了説明會，弘南鐵道就此事件致歉。現時，此站與周邊區域仍然名為「西弘（日语：／）」（西弘前的簡稱）。

## 車站構造
此站是地面車站，設有1面2線的島式月台。

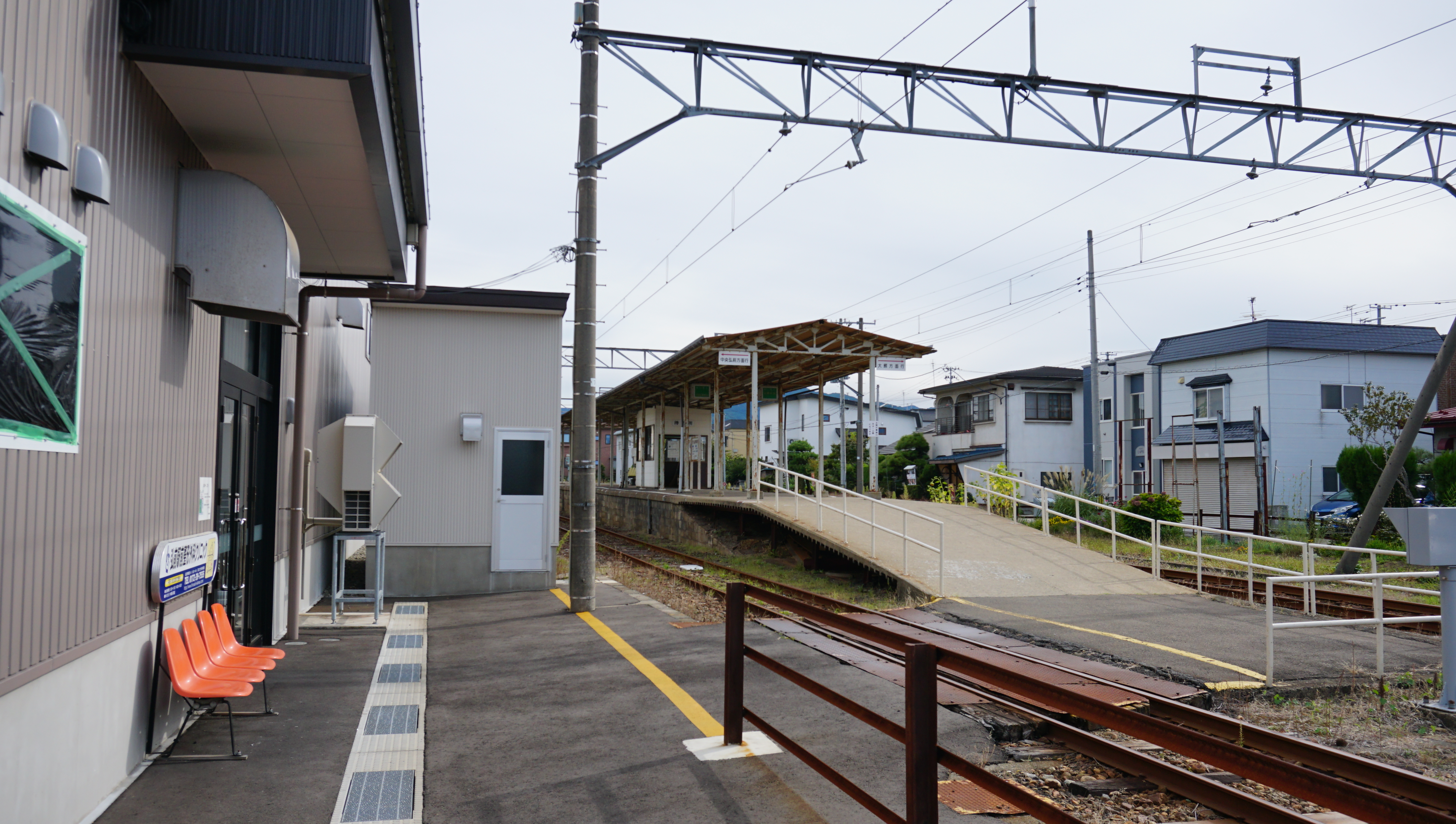
月台（2019年9月）

在車站啟用以來均設有車站職員當值。在2009年（平成21年）4月成為無人車站。車站大樓內設有Coop青森西弘前店。

### 月台
| 月台 | 路線   | 方向         |
| ---- | ------ | ------------ |
| 1    | 大鰐線 | 中央弘前方向 |
| 2    | 大鰐線 | 大鰐方向     |

## 歷史
- 1952年1月26日：弘前電氣鐵道（日语：弘前電気鉄道）車站啟用，當時車站名為西弘前站。
- 1970年10月1日：弘前電氣鐵道轉讓至弘南鐵道，成為弘南鐵道大鰐線車站。
- 1971年：

- 11月28日：車廠遷移至津輕大澤站內。
- 12月1日：弘南鐵道設置首兩部自動售票機。

- 1985年10月1日：改為業務委託車站。
- 2006年：

- 4月1日：由星期日暫停櫃臺服務延伸至星期六也暫停櫃臺服務。
- 5月17日：平日部分時段暫停櫃臺服務。

- 2008年9月1日：車站改名為弘前學院大學前站。
- 2009年4月1日：改為全日無人車站，撒走自動售票機。
- 2020年10月10日：加入車站編號[3][4][5]。

## 利用狀況
| 1日上落車人次 | 1日上落車人次 |
| 年度          | 1日平均人次   |
| ------------- | ------------- |
| 2011年        | 368           |
| 2012年        | 374           |
| 2013年        | 352           |
| 2014年        | 341           |
| 2015年        | 327           |
| 2016年        | 306           |
| 2017年        | 285           |
| 2018年        | 121           |
| 2019年        | 114           |
| 2020年        | 177           |
| 2021年        | 182           |
| 2022年        | 93            |

## 車站周邊
車站周邊設有許多餐廳。有許多學生在車站附近。
- 弘前大學（文京校園）
- 弘前學院大學（日语：弘前学院大学）
- 東北女子大學（日语：東北女子大学）
- 柴田学園高等學校（日语：柴田学園高等学校）
- 弘前市立第三中學（日语：弘前市立第三中学校）
- 弘前市立文京小學（日语：弘前市立文京小学校）
- 弘前警署（日语：弘前警察署）桝形派出所
- 陸奧銀行西弘前分店
- 東奧信用金庫（日语：東奥信用金庫）冨田分店
- 弘南巴士（日语：弘南バス）「西弘前駅前」巴士站

## 相鄰車站
弘南鐵道
大鰐線
聖愛初中·高中前（KW 04）－弘前學院大學前（KW 03）－弘高下（KW 02）

## 外部連結
- 弘前學院大學前站（日語） （各站資訊） - 弘南鐵道